# Мпем і Джім (національний парк)
Національний парк Мпем і Джім є природоохоронною територією в Камеруні. Парк був створений урядом Камеруну в 2004 році і займає площу 974,8 км 2. 

## Географія
Парк розташований у центральній частині Камеруну. Парк обмежений річками Мпем та Джім, які є притоками річки Санага.

## Флора і фауна
Парк знаходиться в мозаїчному екорегіоні лісів і саван Північної Конголії. Лісо-саванна мозаїка є перехідною зоною між екваторіальними конголійськими лісами на півдні та суданською саваною на півночі. Парк включає в себе ліси, як правило, вздовж річок, із саванами та лісами у гірських районах. 
У парку зареєстровано 79 місцевих видів ссавців. До великих ссавців, які перебувають під загрозою, належать леопарди, шимпанзе, бегемоти та африканські саванні слони. Тут зафіксовано 14 видів кажанів, серед яких як лісові, так і саванні.